# Clavicranaus tarsalis
Genre
Espèce
Clavicranaus tarsalis, unique représentant du genre Clavicranaus, est une espèce d'opilions laniatores de la famille des Manaosbiidae.

## Distribution
Cette espèce se rencontre au Suriname, au Brésil et au Venezuela.

## Description
Le syntype mesure 5 mm.

## Publication originale
- Roewer, 1915 : « 106 neue Opilioniden. » Archiv für Naturgeschichte, vol. 81, no 3, p. 1–152 (texte intégral).